# 銀大眼海鯽
銀大眼海鲫，為輻鰭魚綱鱸形目隆頭魚亞目海鯽科的其中一種，分布於東太平洋區，從加拿大溫哥華島至墨西哥加利福尼亞灣中部海域，棲息深度可達18公尺，體長可達30公分，主要生活在沙灘激浪區，成群活動，屬肉食性，以小型甲殼類為食，胎生，可做為食用魚及遊釣魚。

## 擴展閱讀
維基物種上的相關：銀大眼海鲫